# Liste des orgues de Normandie classés dans la base Palissy des monuments historiques

## Méthodologie
Cette liste prend en compte les orgues de Normandie classés uniquement, au titre objet ou immeuble, que ce soit pour leur buffet ou leur partie instrumentale et répertoriés dans la base Palissy des Monuments historiques de France. La section Reprises recense les modifications les plus importantes. Dans certains cas le classement du buffet intègre également la tribune. À défaut de précision, le classement est réputé acquis au titre objet (cas le plus fréquent) mais les initiales I.D. signifient au titre Immeuble par Destination et I. au titre Immeuble.

## A à J
| Localisation                                  | Construction | Reprises (modifications importantes)                                                                                  | Buffet                                                                                   | Instrument                | Illustration |
| --------------------------------------------- | --- | --- | ---------------------------------------------------------------------------------------- | ------------------------- | ------------ |
| Alençon, basilique Notre-Dame                 | Gratien de Cailly & Simon Le Vasseur 1537, modifié Robert Ingoult XVIIe siècle, Georges Luce & Damien frères XIXe siècle                                                        | Restauration Merklin 1945, reconstruit dans buffet ancien Jean Daldosso 2016                                          | Notice no PM61000781 I.D. liste 1862, restauré 2016                                      |                           |              |
| Aumale, Saint-Pierre-et-Saint-Paul            | Reconstruction Lefèvre & Deldine 1864 dans buffet de l'abbaye de Séry près de Blangy acheté 1790; certains éléments de la tribune antérieurs 1550                               | Relevé 1999 | Notice no PM76000084 I.D. avec tribune                                                   |                           |              |
| Barbeville, Saint-Martin                      | Aristide Cavaillé-Coll 1880 | Restauré Denis Lacorre 2006                                                                                           |                                                                                          | Notice no PM14001303 I.D. |              |
| Bayeux, cathédrale N.D., orgue de tribune     | Jean d'Argillières 1597, reconstruction initiée John Abbey 1843 & terminée Aristide Cavaillé-Coll 1862                                                                          | Restauré Jean Renaud & Gildas Ménoret 1998                                                                            | Notice no PM14000070 buffet Jacques Lefebvre, modifié Le Breton 1848                     | Notice no PM14000069 I.D. |              |
| Bayeux, cathédrale N.D., orgue de chœur       | Aristide Cavaillé-Coll 1861 | Restauré Olivier & Stéphane Robert après 2000                                                                         | Notice no PM14001306 I.D.                                                                | Notice no PM14001307 I.D. |              |
| Bolbec, Saint-Michel                          | Clément & Germain Lefebvre, père & fils, 1685 pour Saint-Herbland de Rouen, transféré 1791, restauré Daublaine Callinet 1840 puis Gutschenritter-Masset 1950                    | Reconstruit Boisseau-Cattiaux 1997                                                                                    |                                                                                          | Notice no PM76003227 I.D. |              |
| Bonsecours, Basilique Notre-Dame              | A. Cavaillé-Coll 1857, harmonisé Charles Reinburg, A.C.C. ajoute Pédale 1879 & travaux importants 1889; relevé, peu modifié Beuchet-Debierre 1957                               | Restauré Jean Renaud 2001                                                                                             | Notice no PM76000244                                                                     | Notice no PM76003230 I.D. |              |
| Breteuil, Saint-Sulpice                       | Anonyme 1550; agrandi Jehan Antoine 1764 & 75; restauré Momigny 1801, Georges Luce 1840; modifié Henri Firmin 1898; relevé abbé Tronchet 1921                                   | Reconstruit Bartoloméo Formentelli 1995                                                                               | Notice no PM27000407                                                                     | Notice no PM27000414 I.D. |              |
| Broglie, Saint-Martin                         | Georges Luce 1850, modifié Henri Firmin 1920 | Réparé M.Gervais 1963-67                                                                                              | Notice no PM27002333 I.D.                                                                | Notice no PM27002334 I.D. |              |
| Caen, Saint-Étienne                           | Jean-Baptiste-Nicolas, Louis, & Clément Lefebvre 1745, reconstruit Aristide Cavaillé-Coll 1885                                                                                  | Restauré Gildas Ménoret 1999, harmonisé Denis Lacorre                                                                 | Notice no PM14000177 I.D. sculpteur François Poche 1745                                  | Notice no PM14000185 I.D. |              |
| Caen, Notre-Dame-de-la-Gloriette              | Verschneider & Barker 1859 dans buffet XVIIIe siècle, remanié Charles Mutin puis Aristide Cavaillé-Coll et Victor Gonzalez1932                                                  | Restauré Edmond Alexandre Roethinger 1960                                                                             | Notice no PM14000168                                                                     | Notice no PM14000234 I.D. |              |
| Carentan, Notre-Dame                          | Lefèbvre XVIIIe siècle, reconstruit Louis Lair 1810, réparé Pierre Ménard 1874, Paul Koenig 1919, électrifié & agrandi Roethinger 1952                                          | Reconstruit Jean-Loup Boisseau & Bertrand Cattiaux 1990                                                               | Notice no PM50000168 garde-corps & buffet                                                | Notice no PM50000169 I.D. |              |
| Caudebec-en-Caux, Notre-Dame                  | Antoine Josseline dans grand-corps de Gilbert Coquerel 1543, reconstruit avec Positif Jean-Baptiste-Nicolas Lefebvre1738;restauré & modifié Charles Gadault 1878                | Modifié Eugène Rochesson, puis Pierre Chéron 1957, enfin Haerpfer-Erman 1972; Reconstruit Bartoloméo Formentelli 1995 | Notice no PM76001992 I.D. liste 1840                                                     | Notice no PM76000389      |              |
| Cherbourg, Notre-Dame du Vœu                  | Gadault & Nicolas Duputel 1886, modifié Debierre & Gloton 1920 | |                                                                                          | Notice no PM50001352 I.D. |              |
| Coutances, cathédrale Notre-Dame              | Deslandes & Röhrer 1728 à Savigny-le-Vieux, déplacé & reconstruit Louis Lair 1812, restauré Paul Koenig 1918, Louis-Eugène Rochesson 1933                                       | Reconstruit Alfred Kern 1985                                                                                          | Notice no PM50000277 sculpteurs Louis Le Guillard & Jacques Picard 1720                  |                           |              |
| Coutances, Saint-Pierre                       | Robert Ingoult 1656, orgue reconstruit Henry Parisot 1789, restauré Pierre Ménard 1845                                                                                          | Restauré & modifié Beuchet-Debierre 1976                                                                              | Notice no PM50000288 tribune & buffet                                                    | Notice no PM50000290 I.D. |              |
| Dieppe, Saint-Jacques                         | Antoine VINCENT 1675, restauré + Pédale indépendante François Thierry, reconstruit Ducroquet 1846, reconstruit & électrifié Victor Gonzalez 1929                                | Restauré Olivier & Stéphane ROBERT & Denis Lacorre 2006                                                               | Notice no PM76000517 I.D.                                                                |                           |              |
| Dieppe, Saint-Rémy                            | Claude Parisot & Georges-Daniel Le Faoult dans buffet Nicolas Lequeu 1739, relevé Ducroquet 1846, restauré Louis Brière 1886 puis Victor Gonzalez 1938                          | Reconstruit Jean-François Dupont 1992                                                                                 | Notice no PM76000529 I.D.                                                                | Notice no PM76003225 I.D. |              |
| Doudeville, N.D. de la Présentation           | Jehan d'Argillières 1585 à St Michel de Rouen, restauré Charles Lefebvre 1736, transféré 1795, reconstruit Narcisse Duputel 1897, électrifié Helbig 1953, relevé M.Gervais 1974 | Restauration étudiée 2011                                                                                             | Notice no PM76003243 I.D.                                                                | Notice no PM76000537 I.D. |              |
| Écouis, collégiale Notre-Dame-de-l'Assomption | Anonyme, grand-corps 1er tiers XVIIe siècle, ajout Positif Dorsal Claude Villers fils 1683, reconstruit Charles Anneessens 1898, relevé Gutschenritter 1917                     | Abandonné pour orgue numérique Allen 2008                                                                             | Notice no PM27000661                                                                     |                           |              |
| Elbeuf, Saint-Étienne                         | Aristide Cavaillé-Coll 1898 dans buffet 1580 pour Saint-Étienne-des-Tonneliers de Rouen & transféré 1791 Louis Godefroy                                                         | Restauré Debierre 1939                                                                                                | Notice no PM76000552 I.D.                                                                |                           |              |
| Elbeuf, Saint-Jean-Baptiste                   | Aristide Cavaillé-Coll 1858 dans buffet XVIIIe siècle provenant orgue des Carmes de Rouen transféré par Louis Godefroy 1791, modifié Beuchet-Debierre 1945                      | Restauré M.Gervais | Notice no PM76000578 + tambour de porte                                                  | Notice no PM76000579 I.D. |              |
| Étretat, N.D. de l'Assomption                 | Achat 1853 à Aristide Cavaillé-Coll qui ajoute un Récit 1870,restauré Claude Madigout 1998                                                                                      | Harmonisé Jean-Loup Boisseau                                                                                          |                                                                                          | Notice no PM76003250 I.D. |              |
| Eu, Collégiale Saint-Laurent, tribune         | Louys Isoré 1614, restauré Aristide Cavaillé-Coll 1841, puis Bossier 1932 | Restauré Haerpfer-Erman 1977                                                                                          | Notice no PM76002000 I.D. liste 1840                                                     | Notice no PM76000651 I.D. |              |
| Eu, Collégiale Saint-Laurent, chœur           | Bouillou 1902, restauré Bossier 1930 | Bia & Noirot, menuisiers                                                                                              | Notice no PM76000671                                                                     |                           |              |
| Falaise, Notre-Dame de Guibray                | Claude & Henri (neveu) Parisot vers 1746, réparé frères Claude 1833, Joseph Koenig 1866&1900 puis son fils Paul-Marie 1920                                                      | Restauré Jean-Loup Boisseau & Bertrand Cattiaux 1993                                                                  | Notice no PM14000326 tribune Jean & Joseph Le Roy, buffet Jacques Chapelain              | Notice no PM14000325 I.D. |              |
| Fécamp, abbatiale de la Trinité               | Louis & Jean-Baptiste-Nicolas Lefebvre 1746 abbaye Montivilliers; transféré Huet 1793; reconstruit Aristide Cavaillé-Coll 1883                                                  | Restauré Jean-Marc Cicchero 1997                                                                                      | Notice no PM76000706                                                                     | Notice no PM76000707      |              |
| Flers, Saint-Jean                             | Joseph Merklin 1869 | Restauré 2007 |                                                                                          | Notice no PM61000348      |              |
| Gournay-en-Bray, collégiale Saint-Hildevert   | Gutschenritter 1950, buffet ancien de Notre-Dame de Gournay, dont les éléments les plus vieux datent de 1538, transféré 1793                                                    | Non restauré en 1990                                                                                                  | Notice no PM76002018 I.D. liste 1840                                                     |                           |              |
| Granville, Notre-Dame                         | Robert Ingoult 1662, reconstruit Pierre Ménard 1855, complété Louis Debierre 1899                                                                                               | Restauré Claude Madigout                                                                                              | Notice no PM50000477 garde-corps & buffet                                                | Notice no PM50000476 I.D. |              |
| Harfleur, Saint-Martin                        | Mutin/Cavaillé-Coll 1921 dans buffet dont les plus anciens éléments sont de style Henri III                                                                                     | Non restauré en 2009                                                                                                  | Notice no PM76002019 + tribune liste 1840                                                |                           |              |
| Honfleur, chapelle de l'Hôtel-Dieu            | Anonyme XVIIe siècle, offert par Auber, trésorier de France en 1717, transformé Georges Luce 1846                                                                               | Restauré Louis Benoist & Pierre Sarélot 1982, vandalisé 1992 & 95                                                     |                                                                                          | Notice no PM14000386 I.D. |              |
| Honfleur, Saint-Léonard                       | Pierre-Alexandre Ducroquet 1854, reconstruit Joseph Merklin 1878 puis Charles Mutin 1901 à partir éléments Ducroquet & Merklin                                                  | Restauré Nicolas Toussaint 1995                                                                                       |                                                                                          | Notice no PM14001311 I.D. |              |
| Juaye-Mondaye, abbaye Saint-Martin de Mondaye | Claude Parisot1742,restauré Pierre Ménard 1850, puis Charles Mutin 1888, remanié Pierre-Marie Koenig 1935 puis Victor Gonzalez 1960                                             | Restauré Jean-Baptiste Boisseau & Jean-Marie Gaborit 2004 sous l'expertise de Jean-Pierre Decavèle                    | Notice no PM14000399 I.D. sculpteur flamand Melchior Verly sur un projet de Jean Restout | Notice no PM14000405 I.D. |              |

## L à V
| Localisation                                        | Construction | Reprises (modifications importantes)                                                           | Buffet                                                                                               | Instrument                   | Illustration |
| --------------------------------------------------- | --- | ---------------------------------------------------------------------------------------------- | --- | ---------------------------- | ------------ |
| La Lucerne-d'Outremer, abbaye de la Lucerne         | Anonyme pour franciscains de Chambery 1514, restauré turinois Stiernemann & Concini XIXe siècle, vendu cathédrale de Belley1845 puis N.D. de Salins-les-Bains1858, enfin La Lucerne 1973   | Restauré & agrandi Philippe Hartmann & Jean Deloye 1981                                        | Notice no PM50000615 garde-corps & buffet                                                            | Notice no PM50000616         |              |
| Lammerville, Notre-Dame de la Purification          | Cabinet d'orgue de, probablement, Jean-Baptiste Micot père 1750 pour la reine Marie Leszczyńska qui en fit don à son chapelain; acheté à Rouen, modifié 1920 Henri Firmin                  | Restauré Jean-François Dupont 1986                                                             | Notice no PM76000964                                                                                 | Notice no PM76000963 I.D.    |              |
| La Neuve-Lyre, Saint-Gilles                         | Georges Luce 1845, restauré Louis-Eugène Rochesson 1944 | Restauré 2009                                                                                  | | Notice no PM27001218 I.D.    |              |
| Le Havre, cathédrale Notre-Dame                     | Théo Haerpfer 1980 dans buffet reconstitué par Vincenzo & Jean-Pierre Fancelli, car détruit en 1944, de Simon Levesque 1637 pour l'orgue, offert par Richelieu, de Guillaume Lessélier     | Ajout Echo 1991                                                                                | Notice no PM76003243 I.D.                                                                            |                              |              |
| Le Molay-Littry, Saint-Clair                        | Aristide Cavaillé-Coll 1866 | Restauré Alfred et Daniel Kern 1998                                                            | | Notice no PM14000834 I.D.    |              |
| Les Andelys, Notre-Dame-du-Grand-Andely             | Nicolas Dabenet 1573, reconstruit Jean-Baptiste-Nicolas Lefebvre 1764, puis Gabriel Cavaillé-Coll (fils d'Aristide) 1892                                                                   | Restauré Pleyel 1950, puis Jean-Marc Cicchero 1982                                             | Notice no PM27000032 I.D.                                                                            | Notice no PM27001917 I.D.    |              |
| Les Andelys, Saint-Sauveur du Petit-Andely          | Robert Ingoult & Philippe Quesnel 1674 abbaye du Trésor-Notre-Dame près d'Écos, transféré Dominique Huet 1794                                                                              | Restauré Charles Reinburg 1926, Victor Gonzalez 1968                                           | Notice no PM27000064 frère de Ph. Quesnel                                                            | Notice no PM27000060 I.D.    |              |
| Le Sap, Saint-Pierre                                | Louis & Robert Damien (frères) 1861 |                                                                                                | | Notice no PM61000668 I.D.    |              |
| Le Vast, Église Notre-Dame-de-l'Assomption          | Émile Orange de Coutances 1876 |                                                                                                | | Notice no PM50001228 I.D.    |              |
| Lisieux, cathédrale Saint-Pierre                    | Aristide Cavaillé-Coll 1871&1887, modifié Charles Mutin 1898 puis Joseph Beuchet 1932 | Restauré Philippe Hartmann 1988 avec retour état Mutin                                         | | Notice no PM14000436 I.D.    |              |
| Livarot, Saint-Ouen                                 | 1er orgue de Charles Mutin 1892 alors installé à Caen, harmonisé par Joseph Koenig | Restauration Denis Lacorre 2009                                                                | | Notice no PM14001297         |              |
| Louviers, Notre-Dame                                | Reconstruction totale John Albert Abbey 1894, restauré & modifié Debierre-Gloton 1942 | Réparé Beuchet-Debierre 1962, église fermée jusqu'en 2012                                      | | Notice no PM27001075 I.D.    |              |
| Mont-Saint-Aignan, St-Thomas                        | Anonyme XVIe siècle, transféré 1662, reconstruit milieu XVIIIe siècle | Reconstruit Pascal Quoirin 2001                                                                | | Notice no PM76001104 I.D.    |              |
| Montivilliers, abbatiale Saint-Sauveur              | Jean-Baptiste-Nicolas Lefebvre 1785, reconstruit Louis Debierre 1892 | Restauré Claude THIBAUD 1991                                                                   | | Notice no PM76001127 I.D.    |              |
| Mortain, Saint-Evroult                              | Anonyme XVIIIe siècle | Restauré Pierre Chéron 1954                                                                    | Notice no PM50000733                                                                                 | Notice no PM50001603         |              |
| Moutiers-au-Perche, N.D. de l'Assomption            | Anonyme 1716, avec réemploi tuyaux XVIIe siècle | Restauré Jean-François Dupont 1987                                                             | Notice no PM61000510                                                                                 | Notice no PM61000512 I.D.    |              |
| Nonancourt, Saint-Martin                            | Stoltz frères 1889, dans buffet de 1530 restauré au XIXe siècle par le sculpteur Haussaire, instrument restauré Helbig 1956                                                                | Restauré Nicolas Martel 2009                                                                   | Notice no PM27001227 I.D. Garde-corps & buffet                                                       | Notice no PM27002323 I.D.    |              |
| Orbec, Notre-Dame-de-l'Assomption                   | Reconstruction Charles Mutin 1892, réemploi buffet 1526, restauré Helbig 1947 | Relevage Jean-François Dupont 1980                                                             | Notice no PM14000538                                                                                 |                              |              |
| Pont-Audemer, Saint-Ouen                            | Reconstruit Haerpfer-Ermann 1958, réemploi buffet & quelques jeux anciens | Reconstruit 2000 Michel Giroud                                                                 | Notice no PM27001289 tribune, soubassement, 3 consoles & frise inf. XVIe siècle, reste XVIIIe siècle | Notice no PM27001918 I.D.    |              |
| Pont-de-l'Arche, Notre-Dame-des-Arts                | Crespin Carlier & Jean Ourry 1614, positif XVIIIe siècle | Reconstruit frères Stoltz 1895                                                                 | Notice no PM27001300 I.D. début XVIIe siècle garde-corps+grand corps, positif XVIIIe siècle          | Notice no PM27001302 I.D.    |              |
| Rémalard, Saint-Germain-d'Auxerre                   | Louis & Robert Damien (frères) 1859 | Restauré 1990                                                                                  | | Notice no PM61000564 I.D.    |              |
| Réville, Saint-Martin                               | Émile Orange de Coutances 1880, relevé Didier 1933, modifié Deliancourt 1972 |                                                                                                | | Notice no PM50001578 I.D.    |              |
| Rouen, cathédrale Notre-Dame, tribune               | Robert Clicquot 1692 , reconstruit Jean-Baptiste-Nicolas Lefebvre 1748 puis Jacquot-Lavergne 1956                                                                                          | Relevé Jean-Marc Cicchero 1995                                                                 | Notice no PM76002068 buffet Joseph Pilon 1689 liste 1862                                             |                              |              |
| Rouen, cathédrale Notre-Dame, chœur                 | Aristide Cavaillé-Coll 1896 conçu par et pour Albert Dupré, agrandi Charles Mutin 1908, offert 1945 par son fils Marcel Dupré                                                              | Relevé Jean-Marc Cicchero 1991                                                                 | | Notice no PM76001568         |              |
| Rouen, chapelle de l'hôpital Charles Nicolle        | Charles Lefebvre 1732 à St Nicolas de Rouen, avec réemploi petit orgue de Guillaume Lessélier 1631 comme Positif; transféré 1812; modifié Henri Firmin 1928                                | Restauré Louis Benoist & Pierre Sarelot 1985                                                   | Notice no PM76001641 Defrance, menuisier Grand-corps                                                 | Notice no PM76001640 I.D.    |              |
| Rouen, chapelle des Bénédictines du Saint-Sacrement | Louis & François Godefroy 1776, reconstruit Mutin/Cavaillé-Coll 1923 | Entretenu M.Gervais                                                                            | Notice no PM76001523                                                                                 |                              |              |
| Rouen, Saint-Godard                                 | Aristide Cavaillé-Coll, ajout Positif Mutin/Cavaillé-Coll 1895, relevé Beuchet-Debierre 1959                                                                                               | Restauré Philippe Hartmann 1984                                                                | Notice no PM76003217 I.D.                                                                            | Notice no PM76003218 I.D.    |              |
| Rouen, Saint-Maclou                                 | Antoine Josseline 1540 dans Grand-corps de Martin Guillebert & Nicolas Castille 1520, reconstruit Charles Lefebvre 1732, puis Merklin début XXe siècle enfin Haerpfer-Erman 1965           | Instrument neuf Alfred Kern 1995                                                               | Notice no PM76002076 I.D. liste 1840 Pos. Longuet 1692                                               |                              |              |
| Rouen, abbatiale Saint-Ouen                         | Crespin Carlier 1630, agrandi et ajout Pos. Thomas Morlet 1650, reconstruit Aristide Cavaillé-Coll (dont c'est le chef-d'œuvre) 1890                                                       | Relevé Debierre-Gloton 1941 puis Beuchet-Debierre 1955, entretenu J.F.Dupont                   | Notice no PM76001448                                                                                 | Notice no PM76001573 I.D.    |              |
| Rouen, Saint-Patrice                                | Claude de Villers 1662 achevé, à la suite de son décès, par son fils 1666 ; totalement reconstruit Merklin 1955                                                                            | Restauré Jean-Marc Cicchero 1987                                                               | Notice no PM76001454 menuisier Robert Barnabé, sculpteur Noël Jouvenet                               |                              |              |
| Rouen, Saint-Romain, orgue de chœur                 | Guillaume Lebreton 1812 dans buffet XVIIIe siècle; réduit & recomposé Narcisse Martin 1864, modifié Gaston Gutschenritter 1933                                                             | Restauré Philippe Hartmann 1984                                                                | Notice no PM76001481                                                                                 |                              |              |
| Rouen, Saint-Vivien                                 | Charles Lefebvre 1710 (gardant au soubassement les bas-reliefs de l'o. de Pedro de Estrada vers 1515 & le Positif XVIIe siècle), reconstruit Georges Krischer 1898                         | Restauré Jacquot-Lavergne vers 1950                                                            | Notice no PM76001500 I.D.                                                                            | Notice no PM76001575 I.D.    |              |
| Rouen, temple Saint-Éloi                            | Charles & Jean-Baptiste-Nicolas Lefebvre 1734, restauré: Louis Godefroy 1820, puis Beuchet-Debierre 1952, reconstruit 1979 Théo Haerpfer, harmonisé Joseph Bastien                         | réharmonisé Jean-François Dupont 1990                                                          | Notice no PM76001528 I.D. Vernisse 1731                                                              | Notice no PM76001576 I.D.    |              |
| Saint-Martin-de-Boscherville, Saint-Georges         | Guillaume Lessélier 1627; agrandi Lefebvre 1733; réparé 1875 | Restauré Bernard Aubertin 1993                                                                 | | Notice no PM76001752 I.D.    |              |
| Saint-Valery-en-Caux, Saint-Martin                  | Nicolas-Antoine Lété 1845, restauré Beuchet | Restauré 2008                                                                                  | | Notice no PM76002151 I.D.    |              |
| Sassetot-Mauconduit, N.D. de-la-Nativité            | Aristide Cavaillé-Coll 1897 | Restauré Philippe Hartmann 1982                                                                | | Notice no PM76001860 I.D.    |              |
| Sées, cathédrale Notre-Dame                         | Claude Parisot 1743, reconstruit Aristide Cavaillé-Coll 1883, relevé Charles Mutin 1910, modifié Benoist & Sarélot 1972                                                                    | Restauré Olivier ROBERT 2008                                                                   | Notice no PM61000693 Jacques Chapelain huchier                                                       | Notice no PM61001011 I.D.    |              |
| Verneuil-sur-Avre, La Madeleine                     | Jean-Baptiste-Nicolas Lefebvre 1784, à partir de son orgue de 1753 pour Saint-Pierre de Caen, relevé Dominique Huet 1806, soufflerie Louis Callinet 1843,relevé Aristide Cavaillé-Coll1872 | Restauré Erwin Müller1966                                                                      | Notice no PM27001770                                                                                 | Notice no PM27001756 I.D.    |              |
| Vernon, collégiale Notre-Dame                       | Jean Ourry 1615, agrandi 1793, ajout Récit Mayer & Chevallier 1819, modifié frères Louis & Robert Damien 1866, restauré maison Pleyel & Jules Isambert 1952                                | Restauré Alfred & Daniel Kern, Fancelli sculpteur pour le buffet, 1979                         | Notice no PM27001852 I.D. liste 1862 avec tribune                                                    | Notice no PM27002319 Inscrit |              |
| Veules-les-Roses, Saint-Martin                      | Guillaume Lessélier 1628, restauré Jean-Baptiste-Nicolas Lefebvre 1766; reconstruit Gadault 1866, restauré Koenig 1931, Ruche 1947, Gutschenritter 1974                                    | Rélevé Barberis 1982                                                                           | Notice no PM76001959 + tribune                                                                       |                              |              |
| Villedieu-les-Poêles, Notre-Dame                    | Guérin 1831 (buffet Le Héricé Jean-François 1830), modifié Pierre Ménard 1885, Merklin 1890, Cavaillé-Coll/Reinburg 1921                                                                   | Reconstr.J.L.Boisseau & B. Cattiaux 1987, réemploi tuyauterie & sommier G.O.                   | Notice no PM50001296 restauré Yves Le Huen                                                           |                              |              |
| Vire, Hôtel-Dieu (actuellement musée)               | Amédée Clément d'Amont 1835, pour l'église de Clarbec (Calvados), vendu à la ville de Vire en 1971, restauré entre 1973 et 1977 par Roger Lambert                                          | Restauré Jean-François Muno 1991 avec retour à l'état d'origine et installation dans un buffet | | Notice no PM14000833 I.D.    |              |

## Sources
- Orgues de Haute-Normandie, Comité Technique des Orgues de Haute-Normandie, Aux Amateurs de Livres 1992,  (ISBN 2-87841-029-7)